# Bugatti Type 101
Bugatti T101 byl automobil vyráběný ve firmě Bugatti v 50. letech 20. století. Byl to první vůz, který nenavrhl Ettore Bugatti nebo jeho syn Jean, ale Virgil Exner, který se však inspiroval Jeanovým Bugatti T57.
Vůz se začal vyrábět v roce 1951. Byl to buď čtyřdveřový sedan, dvoudveřové coupé nebo dvoudveřový kabriolet. Měl vidlicový osmiválcový motor s rozvodem DOHC o objemu 3257 cm³, který měl výkon 101 kW (135 koní) nebo 142 kW (190 koní). Výroba byla ukončena roku 1956, je někdy považován za poslední vůz značky Bugatti. V roce 1965 byl vyroben prototyp nového vozu na podvozku Bugatti 101, ale na jeho sériovou výrobu nebyly peníze.